# ウルトラマンティガ THE FINAL ODYSSEY
『ウルトラマンティガ THE FINAL ODYSSEY』（ウルトラマンティガ ザ ファイナル オデッセイ）は円谷プロダクション製作の特撮映画。2000年3月11日全国松竹系で公開された。
キャッチコピーは「光か闇か?! 3000万年ティガ伝説、ついに完結!!」。

## 概要
テレビシリーズ『ウルトラマンティガ』の完結編であり、『ウルトラマンダイナ』の前日談でもある劇場版。ティガを巡る光の巨人伝説の核心や、テレビシリーズでは明確に語られなかったイルマとユザレの関係、『ウルトラマンダイナ』第49話で語られた「F計画」や封印される経緯などを描いた。また、ウルトラマンティガの過去の姿として、3種の新形態ティガダーク・ティガトルネード・ティガブラストが登場する。
平成ウルトラシリーズの映画としては初めて短編の同時上映作品がオミットされ、単独での公開となった。これはテレビシリーズ終了から約3年経ったため、対象年齢を高めに設定してドラマの充実を図ったことと、これまでの作品の分析により無理にサブプログラムを作るよりその分の予算をメインプログラムに割いたほうが有効であるという判断がなされたためである。
本作品でのティガの声はテレビシリーズで担当していた真地勇志に代わり、主役である長野博が務め、冒頭のテレビシリーズのティガの戦いのダイジェストシーンや回想シーンでも長野に差し替えられており、映画『大決戦!超ウルトラ8兄弟』でも長野が担当している。また、ユザレ役もテレビシリーズでは長内美那子が担当していたが、本作品ではイルマ役の高樹澪が担当しており、作中では後にスーパーGUTS隊員となる人物が登場している。これは前々作『ウルトラマンティガ&ウルトラマンダイナ 光の星の戦士たち』で旧GUTS隊員が再会という形で登場したのとは対照的であり、スーパーGUTS隊員となる人物が登場する際、『ダイナ』本編のアレンジBGMが使用されている。

## 制作
本作品は『ウルトラマンダイナ』の後番組である『ウルトラマンガイア』のテレビシリーズ終了後に製作・公開されたが、その理由は、V6がパーソナリティを務めるラジオ番組に出演した当時円谷プロダクション社長の円谷一夫のコメントによると、「テレビシリーズ終了後も『ティガ』人気は根強かったが、主演の長野博がテレビシリーズ放映中からスケジュールが多忙であったため、ティガを主役とした劇場版を並行して製作できなかったため」とのことである。『ティガ』終了後にはファンによる嘆願書も提出されており、円谷も『ダイナ』放映中のインタビューで制作への意欲を語っていた。映画前作『ウルトラマンティガ・ウルトラマンダイナ&ウルトラマンガイア 超時空の大決戦』の公開前後には企画が動き出していた。
プロデューサーの鈴木清は、テレビシリーズから3年経過していることから、対象年齢を上げた作風としている。また、監督の村石宏實は、『ティガ』のころに戻るのではなく『ガイア』までの3作品の延長線上として制作するという心持ちであったことを述べている。脚本は長谷川圭一と右田昌万がそれぞれプロットを執筆し、両者をまとめる形で脚本が完成された。準備稿ではキリエルの預言者が登場する予定であった。
ラストシーンはダイゴとレナの結婚式が描かれる予定であったが、尺の都合で撮影がとりやめられ、冒頭の夢のシーンのみに留まった。
当初、ミドリカワ・マイ役の山田まりやは設定年齢の都合から登場予定がなかったが、山田がスタッフに直談判したことにより、急遽追加シーンが撮影された。

## ストーリー
グリッターティガが最強の敵ガタノゾーアとの戦いに勝利してから2年が経過した2012年、ダイゴとレナは結婚を目前にし、平和な時をすごしていた。
そんな中、南太平洋の超古代遺跡ルルイエに調査に向かったGUTSのイルマ隊長とサエキ隊長ほかTPCの隊員たちは遺跡の中でティガと同じく石像と化した巨人の像を3体発見する。この謎の3体の石像に対し、上層部は運び出すことを計画していた。計画に反対するイルマ隊長はこの場所を爆破して封印しようとするが、サエキ隊長に断固反対され武器などを没収されてしまう。その時、3体の石像の封印が解けて他のTPC隊員を次々と襲った。その混乱で気を失ったイルマ隊長は地球星警備団のユザレの能力を発揮して巨人たちをルルイエの中に閉じ込めることに成功した。
イルマ隊長の消息が途絶えてから2日、隊長の安否を探索するためにルルイエに向かったムナカタ、シンジョウ、ホリイ。そこで目にしたのは調査隊に化けていた超古代怨念翼獣シビトゾイガー。大量のシビトゾイガーの前に、一時撤退せざるを得なくなる一行。
一方、ダイゴの前には闇の巨人「カミーラ」が現われる。彼女はダイゴを幻影で責め立て、3千万年前にユザレに導かれる以前は、ティガもまた闇の巨人の仲間だったことを教える。そして、ティガの本質は闇であると告げてその場を去る。彼らの本当の目的はティガの闇の力でユザレの結界を解こうというものだった。
ダイゴは人間として囚われの身になった隊長を救い出そうと決意する。そして彼は再び、ウルトラマンティガとして戦いへと赴いた。

### 超古代文明の滅亡の真相
劇中ではダイゴの夢の中で怪獣や宇宙人などの侵略者から守ってきた巨人たちがいつしか二つの勢力に別れ争いを起こし、そこを突如現れた闇の巨人に一掃されて文明と共に滅び去ったという客観的な描写しか語られなかったが、詳しい真相はパンフレットで次のように明かされた。
栄華を誇っていた超古代の都。そこは理想郷（ユートピア）であり、人々は未来永劫の繁栄を信じ、何の不安もなく日々を生きていた。
そこへある日「闇」が来訪し、恐ろしい怪獣たちを生み出し、人々に恐怖と絶望を与えた。しかし、その脅威の中に「光」が人々の前に降臨。「光」は戦士たちを選び、戦士たちと同化することで光の巨人へと変身する。「光」は人々に勇気と希望を与え、怪獣を次々と倒すのだった。「光」は人々に力を授けて平和を取り戻した後、故郷の宇宙へと旅立っていった。
ところが、戦士と同化した光の巨人のうちの4人が人の心に潜む「闇」により闇の巨人へと変貌し、文明を破壊し始める。光の巨人は闇の巨人に立ち向かったが、強大なパワーの前にはなすすべもなく、多くの巨人と文明都市が次々と崩れ去ってしまう。
しかし、闇の巨人となってしまった4体の巨人の中の一人、ダーク（ティガ）がユザレと関わり正義の心と光の巨人の姿を取り戻し、残りの闇の3巨人との戦いに勝利しルルイエへと封印する。
戦いの果てに闇の脅威は去り戦いは終結したが、超古代文明は滅亡した。ティガを含め僅かな巨人などが生き残り、未来の人類に希望を託してその力を人の遺伝子の奥に刷り込んで永い眠りについた。再び同じ悲劇が繰り返さないことを願って。
- 巨人同士の戦闘場面では、ウルトラマンダイナのスーツに装飾をつけて改造したものが用いられた[16]。

## ウルトラマンティガ
ウルトラマンティガ マルチタイプ
カミーラの歪んだ愛を自らとレナの純粋な愛で光に変えて、完全に光の巨人へと戻った姿。
グリッターティガ
デモンゾーアに敗れた直後、ルルイエの遺跡で争いあった巨人たちの石像の中に残っていた光が、ティガに集まり誕生した全身が黄金色に輝く超巨大戦士。
- ティガダーク、ティガトルネード、ティガブラストは当初、血管のような醜悪な形の体の模様のティガダークが、だんだんと整っていくことでマルチタイプになっていくものだったが、スーツ製作や商品展開の都合上、APの渋谷がミニソフビに自身で色を塗ったものを持参し、色以外は同じデザインとなり、カラーバリエーションで処理するものとなった[出典 2]。

### ティガダーク
ブラックスパークレンスで変身した闇の巨人としてのティガ本来の姿。光ではなく闇の存在としてカミーラたちと暴れまわっていた時の姿。闇の巨人の中で最強の闇の巨人だったが、光の人として闇の力を否定するダイゴが変身したことで、その力を十分に発揮できなかった。体色は黒・黒銀。
『ウルトラマンギンガ』にもティガがダークライブされた姿として登場。純粋な闇の戦士として登場するのは同作品が初めてである。
能力・技
ダークホイッパー
ウルトラホイッパーと同じ、敵を肩で担ぎ上げて投げる技。
ダークメイヤー
背中を向けた状態で肩越しに敵の頭を掴み、敵を前方に回転させて投げる。
ダークスイム
時速900キロで水中を潜行し、敵に立ち向かう。
ダークタックル
水中を泳いで敵に突進し、その勢いで跳ね飛ばす。
ダークパワー
力は闇の巨人に劣るらしいが、スピードでは負けないとされている。
ダークパンチ
素早く打ち込むカウンターパンチ。対ダーラム戦では、1発目は効かずに跳ね返されてしまい、2発目は避けられてしまった。
ダークキック
強力なストレートキック。敵の弱点部に超スピードで命中させ、気絶させる。
攻撃吸収能力（名称不明）
ダーラムとの終盤戦で地底湖の泥の中に埋まってしまった際に使用した闇のパワーを光に変えた能力。ダーラムの放ったファイアマグナムを吸収してティガトルネードへと変貌を遂げ、パワーを取り戻した。カミーラは「3000万年前と同じ」と評している。
他作品への出演時に見せる能力
ダークハンドスラッシュ
『ウルトラマンギンガ』で使用した手先から放つ光弾。ヒカルたちを攻撃する際に使用したが、1発目はウルトラマンタロウ（SD）のウルトラ念力に弾かれ、2発目はタロウのテレポーテーションで避けられた。
巨大化光線
『ウルトラマンギンガ』で使用。目から放つ赤い光線で、バルキー星人（SD）を巨大化させた。

### ティガトルネード
ティガダークが闇の戦士ダーラムの必殺技ファイアマグナムの炎の力を光に変えて吸収し、進化した姿。パワータイプに相当するが、完全に能力を発揮できない。体色は黒・黒銀・赤。パワータイプと同様にデラシウム光流を放つ。
能力・技
デラシウム光流
パワータイプと共通の必殺技。ダーラムを一撃で粉砕した。
ハンドスラッシュ
連射可能な手裏剣状の光弾。光線エネルギーを変えたものであり、左右どちらの手でも放つことが出来る。対ヒュドラ戦にて3連射したものの、全てかわされた。
トルネードブリーカー
ウルトラバックブリーカーと同じ、相手に抱きついてそのまま背骨を折る技。
トルネードリフター
ウルトラリフターと同じ技で、敵を持ち上げて投げ飛ばす。この他、締め技や飛行投げも得意とする。
ストレングススウィング
敵を掴んで振り回す。
トルネードパンチ
全身のエネルギーを腕に集中させて繰り出すカウンターパンチ。
トルネードキック
頑丈な膝を敵の腹部に打ち込む。この他、ジャンプキックや踵落としを繰り出すこともある。
攻撃吸収能力（名称不明）
ヒュドラとの終盤戦で使用した闇のスピードを光に変えた能力。ヒュドラの放ったヒューガストを吸収してティガブラストに変貌を遂げた。

### ティガブラスト
ティガトルネードが闇の戦士ヒュドラの必殺技ヒューガストのスピードを吸収し光に変えて進化した姿。スカイタイプに相当する能力を持つが、こちらも不完全な状態である。体色は黒・銀・赤・青紫。スカイタイプと同様にランバルト光弾を放つ。デザインはマルチタイプとほとんど同一だが、本来銀色・金色の部分がそれまでの黒銀色のままである。
能力・技
ランバルト光弾
スカイタイプと共通の必殺技。ヒュドラを一撃で粉砕した。
ブラストキック
ティガ スカイキックと同じ技で、地上から900mジャンプして敵を蹴り落とす。地上戦では敵を上回るスピードで動き、腹部にストレートキックを浴びせる。
ブラストチョップ
硬い手刀を素早く敵の頭部に打ち込む技。一発でどんな硬い物体も真っ二つにしてしまう。
ブラストジャンピングアタック（劇中未使用）
ブラストフライヤー（劇中未使用）
ブラストの使う空中殺法の一つ。詳細不明。

## 闇の巨人
超古代文明を滅ぼした3体の巨人。光の巨人が超古代の闇の力に取り込まれた存在であり、かつてティガと共に多くの戦士たちを葬り、地上の文明を破壊しつくしてきたが、ユザレとの邂逅で光の巨人に再帰したティガによって超古代遺跡ルルイエに封印されていた。

### 愛憎戦士 カミーラ
三巨人のリーダー格であり、かつてのティガダークの恋人。変身する時は、金色のスパークレンスを使う。頭が切れる策略家。必殺技は右腕から放つ氷の鞭カミーラウィップと氷剣アイゾード。他にも、素手で敵の攻撃を防御するプロケアテクト（劇中未使用）、空中浮遊能力も用いる他に幻覚を見せるなど様々な特殊能力を持つ。また、人間体時は電撃を使い、これでユザレのタイムカプセルを破壊し、イルマを跳ね飛ばした。
かつて自分が愛した闇のティガ（ティガダーク）をよみがえらせるべく、ダイブハンガー内に他の2巨人とともに現れ、ダイゴに闇のスパークレンス（ブラックスパークレンス）を手渡す。そしてダイゴにテレパシーで破滅のメッセージを伝え、ルルイエへといざなうが、彼女の意と反して、ダイゴは正義の心を持ったままティガダークへと変身した。
ティガに他の2巨人が倒され、ティガが徐々に光を取り戻していく中、自らも変身してティガと対峙する。その戦いの中、ついにティガが完全に光を取り戻し、さらに今のティガには愛すべきものがいると分かり、彼女の愛憎と嫉妬は頂点に達し、ルルイエ上空においてデモンゾーアへと変貌する。一度はティガを倒すものの、完全に朽ち果てたと思われた巨人たちが光を与えたために復活したティガに敗れる。「光、私も欲しかった」と言い残し、かつて自らが愛したティガ（ダイゴ）の手の中で、静かに息を引き取った。
- 丸山が手掛けた初の女性ウルトラマンで、猫耳をアレンジしたボブカットの頭部に、涙の痕をイメージした頬のラインを入れており、人間体でも同様の頬のラインを入れている[19][20]。
- スパークレンスはティガのものの改造[34][20]。人間体のヘアメイクは、変身後の頭部の飾りと頬の涙の痕を共通の要素として入れている[34][20]。
- 脚本を担当した長谷川圭一は、カミーラのコンセプトを「美しい敵」としているが、『ウルトラマンガイア』終盤に登場するゾグでも同様の提案をしていたため[注釈 5]、神々しい「静」のイメージのゾグに対しカミーラを攻撃的な「動」のキャラクターとしている[11][12]。
- 初期脚本「光よ、永遠に」では北極海に現れ、ルルイエの巨人像と一体化するという展開であった[3]。
- 映画『新世紀2003ウルトラマン伝説 THE KING'S JUBILEE』では他の怪獣と共にウルトラマンキングの誕生日を祝福する。
- 漫画『酩酊!怪獣酒場2nd』では、第36話にダークルギエルによってスパークドールズに変えられた状態で登場する。
- 『小説 ティガ・ダイナ&ウルトラマンガイア 超時空のアドベンチャー』ではルルイエでティガと交戦し追い詰めるが、突如現れたアドベンチャー号に気を取られた隙をつかれ反撃を受け倒された。

### 剛力戦士 ダーラム
三巨人の1人。ルルイエの地底湖でティガダークと戦った。敵を本能のままに攻撃する単純・粗暴で寡黙な性格。人間体でも片手でダイゴの首を掴んで持ち上げ、そのままクレーンのフックに引っ掛けて吊るしてしまうほどの怪力の持ち主。全身の筋肉がとても硬い上に鋼の鎧を身に付けており、本能のまま考えるより先に敵を攻撃する。獰猛な動物のように狙った獲物に襲い掛かる。闇の巨人として行動を共にしていたころのティガとは、仲がよかったらしくティガことダイゴに対して口癖は「マイ・フレンド」。
得意技は相手の両足を掴んで持ち上げたり腕を掴んで背負い投げを浴びせたりする投げ技のダーラムホイップと泥に埋まった相手の体に飛び掛かり全体重をかけてさらに深く地中にめり込ませ、行動不能にするスクイッダー、硬い岩石をも砕くほどの回し蹴りや飛び蹴りのラムースキック、連続超怪力パンチのダーラメッタ、パンチ技のダガーム。
パワーを活かしたシンプルな怪力戦が得意であるが、地面などを一時的に液化しすり抜ける特殊な能力を持つ。必殺技は右腕を地面に突き立てて拳から放つ、地を走る炎の衝撃波ファイアマグナム。また、踵落としや両膝落としや締め技も得意とするだけでなく、巨大な石柱を持ち上げ、投げ付けてくることもある。最後はファイアマグナムを光に変えて吸収したティガトルネードのデラシウム光流で粉砕された。
- 初稿では口元はウルトラマンのようなものだったが、邪悪さが出ないため、村石のカミーラ以外は口をなくしたいという意向で、現在のデザインとなった[19][20]。顔は『13日の金曜日』のジェイソンのホッケーマスクをイメージしている[20]。膝当てはデザイン画になかった[20]。
- 人間体のヘアメイクは、変身後の頭部の飾りと頬のメイクを共通の要素として入れている[34][20]。
- 初期脚本「光よ、永遠に」ではミーゴゥという名称の黒人で、エジプトに現れルルイエの巨人像と一体化するという展開であった[3]。
- 映画『新世紀2003ウルトラマン伝説 THE KING'S JUBILEE』では他の怪獣と共にウルトラマンキングの誕生日を祝福する。

### 俊敏戦士 ヒュドラ
三巨人の1人。夢幻空間ルマージョンを作り出し、そこでティガトルネードと戦った。爬虫類のように冷酷無比な性格。空中戦が得意で俊敏な動きで相手を翻弄する。人間体でもその残忍な気質と爬虫類のような素早さを誇る。その姿ではモヒカン頭が特徴。また、スピードキックが上手い。攻撃を仕掛ける際は常に不気味なポーズを取ることがあり、体内には冷血な血が流れているともされている。闇の巨人だったころのティガとは、恋仲だったカミーラや親友だったダーラムと違い、行動こそ共にしていたが内心ではティガのことを嫌っていたようである（他の二人と比べて、ティガ（＝ダイゴ）を積極的に攻撃する他、ティガを「裏切り者」と誹る）。
得意技は飛行しながら敵に襲い掛かり、パンチやチョップを打ち込む空中殺法、マッハ7で飛行しながらの急降下飛び蹴りジャノック、右手首の鉤爪ドラフォークから放つ青い破壊光弾バルテスター。必殺技は右腕から放射する猛烈な突風ヒューガスト。1発目に繰り出したときはティガに避けられ、2発目はイルマ隊長が引き起こした爆弾の爆発でルマージョンを破られてしまうと同時にその爆風で吹き飛ばされてしまい、失敗に終わる。それでも3発目でようやく命中させたが、ヒューガストを光に変えて吸収したティガブラストのランバルト光弾で粉砕された。
- デザインイメージは、両生類で、体のラインをぬめっとした雰囲気で表現している[19][20]。初稿では目はカマキリになっているなど昆虫系の気持ち悪い感じをイメージしており[20]、ダーラム同様、ウルトラマン的な口元となっていた[19]。カミーラとボディを入れ替え、武器を右手に付けて左右非対称にしている[20]。
- 初期脚本「光よ、永遠に」では白人という設定で、ペルーに現れルルイエの巨人像と一体化するという展開であった[3]。
- スーツアクターを担当した権藤俊輔によると、平成三部作で自身が演じたキャラクターの中では、マスクからの視野が1番見え易かったという[39]。
- 映画『新世紀2003ウルトラマン伝説 THE KING'S JUBILEE』では他の怪獣と共にウルトラマンキングの誕生日を祝福する。
- PlayStation 3・PlayStation Vita用ゲーム『スーパーヒーロージェネレーション』では矢部雅史が声を担当。

## 登場怪獣
闇黒魔超獣 デモンゾーア
カミーラの頂点に達した憎悪がルルイエ上空に渦巻く闇の力とガタノゾーアの怨念を吸収して融合した姿。頭部にはカミーラの上半身が一体化している。空全体を覆い尽くす闇自体全てが自身の体である。武器は口から氷の槍を放つデモンジャバー、デモンジャバーを体内で収束させ、一気に数十本も吐き出すジャブラッシュ。他に頭部らしき部分の眉間のカミーラの上半身から放つ触手のような髪の毛デモンフィーラーがある。周囲の闇を取り込みながら間断なく無限に膨張していく。
ルルイエ上空でティガと戦い、デモンジャバーでティガを圧倒し、ゼペリオン光線をジャブラッシュではじき返しそのままティガに命中させ、ティガの光を失わせた。その後、巨人たちに残っていた光によって蘇ったグリッターティガを体内に飲み込んだ際、ゼラデスビームを放たれて消滅した。
- フルCGで表現。また、公式イラストでは鋏状の両手も描かれているが、劇中で披露することはなかった。
- 初稿の段階では、丸山がガタノゾーアをベースに形態の変化を狙って上半身を起き上がらせるものとなっていたが、CG班がデザインすることとなった。額に表出したカミーラは、人間態にもあった額の飾りを踏襲し、触手のような腕にしている。
- 脚本を執筆した長谷川によれば、「闇その物。具体の怪獣ではなくて、カミーラが周りの波動を取り込んで暴走した怪獣。人間の中にあるぐちゃぐちゃしたものが暴走しているようなイメージでした」と語っている。

超古代怨霊翼獣 シビトゾイガー
ルルイエを守護する小型のゾイガーで、かつてティガが倒したゾイガーの同種。
カミーラの指令で大群で飛来し、GUTSを苦戦させる。捕食した人間に化けることが可能。口から破壊光弾ゾイガバルを発射する。また、体を槍状に変形させて高層ビルを貫くことも出来る。飛行速度はガッツウイング1号と同様のマッハ5.5。ルルイエに近づくものには全て容赦なく襲い掛かる。大群で集られるとアートデッセイ号のウィングゲートですら開閉不能になる。アートデッセイ号のデラック砲で遺跡の出入り口を破壊されて出られなくなった。倒されるとその腹部に人面瘡が浮かび上がることがある。
- 劇中では「ゾイガー」と呼ばれていた。
- ゾイガーをベースに操演を前提のデザインにしたが、羽の先端に足がついていたものが美しくないと指摘されたため、手直ししたものが決定稿となった。初稿ではゾイガー同様、人が入ったものも描かれていた。
- 造形物は1/1サイズのマペットが制作されたが、アップシーン以外はCGで表現された。
- 『ウルトラマントリガー NEW GENERATION TIGA』に登場する壁画にはシビトゾイガーをイメージしたものが描かれている。

## キャスト
- ダイゴ - 長野博 （V6）
- レナ - 吉本多香美
- ムナカタ - 大滝明利
- ホリイ - 増田由紀夫
- シンジョウ - 影丸茂樹
- ヤズミ - 古屋暢一
- シンジョウ・マユミ - 石橋けい
- ヨシオカ - 岡部健
- ナハラ - タケ・ウケタ
- ヤオ - 小倉一郎
- カミーラ - 芳本美代子
- ダーラム - 松田優
- ヒュドラ - 婆裟羅天明
- 赤い風船の少女 - 山内瑛子
- 研究員 - 右田昌万、塚田真夕
- サエキ - 加納竜
- 岡真志
- 森山利充
- 角秀一
- 門脇亨
- 北原裕次
- 松末博行
- 佐藤幹
- 池田雅一
- 南侠之朗
- 松田大助
- 三村幸司
- 西沢智治
- 加藤尚幸
- 小宮啓志
- 桑原史哲
- 野口零爾
- 小野寺裕
- 吹切伸一
- 結婚式の神父[注釈 6] - スコット・ハーズ
- マイの友達[注釈 6] - 太田彩乃
- 桜井萌
- 風巻佑子
- 蟻坂良子
- 平野美和
- 福田和明
- 山崎正裕
- 安藤道秦
- 太田智美
- 池田紘介
- 遠藤清美
- 小沢恒彦
- 岩田栄慶
- 釜下和之
- 秋草凉
- 岩崎健太郎
- 飯島肇
- 北林泰明
- 井崎愛
- 外島孝一
- 冨田昌則
- 石倉良笙
- 秋吉砂喜子
- 五十嵐ミナ
- 湯田美由紀
- マイの友達[注釈 6] - 田中彩佳
- 松本智代美
- 福岡まどか
- アスカ - つるの剛士[注釈 4]
- ヒビキ - 木之元亮
- コウダ - 布川敏和
- リョウ - 斉藤りさ
- ナカジマ - 小野寺丈
- カリヤ - 加瀬尊朗
- マイ - 山田まりや
- ナグモ - 小西博之
- サワイ - 川地民夫
- イルマ / ユザレ - 高樹澪（2役）

### スーツアクター
- 巨人カミーラ - 梛野素子
- 超古代戦士 - 岡野弘之、松原剛志、寺井大介
- ゴルザ - 森英二
- ティガダーク - 長谷川恵司
- ティガトルネード、巨人ダーラム - 中村浩二
- ティガブラスト、巨人ヒュドラ、ウルトラマンティガ - 権藤俊輔

### ノンクレジット
- 渡辺勝彦[45]

## スタッフ
- 製作総指揮 - 円谷一夫
- 製作 - 柴崎誠、角田良平、児玉守弘、門川博美、天野彊二郎、桜井五十男
- 企画 - 満田かずほ、小松崎孝一、川城和実、原田俊明、安田公一、小川徹、地田信次郎
- 監修 - 高野宏一
- チーフプロデューサー - 鈴木清
- プロデューサー - 佐藤明宏、河野聡、平野隆、丸谷嘉彦、水尾芳正、石川清司
- 音楽プロデューサー - 玉川静
- 音楽 - 矢野立美
- 脚本 - 長谷川圭一
- 撮影 - 大岡新一
- 美術 - 松原裕志
- 照明 - 高野和男
- 録音 - 浦田和治
- 操演 - 根岸泉
- 助監督 - 高野敏幸
- 殺陣 - 車邦秀
- 編集 - 松木朗
- スクリプター - 山内薫
- 製作担当 - 中井光夫
- 製作協力プロデューサー - 小山信行
- 企画協力 - 諸冨洋史、笈田雅人
- 脚本協力 - 右田昌万
- 背景 - 島倉二千六
- 監督助手 - 石川整、菊地雄一、岡秀樹
- 美術サブスタッフ - 三池敏夫、稲付正人、春日佳行
- CGプロデューサー - 松野美茂
- ビジュアルエフェクトコーディネーター - 八木毅
- 音響 - 伊藤克巳
- 効果 - 今野康之
- キャラクターデザイン - 丸山浩
- イメージボード - 橋爪謙始
- キャスティング - 安藤実
- アシスタントプロデューサー - 渋谷浩康
- 製作 - 映画ウルトラマンティガ製作委員会（円谷プロダクション、バンダイ、バンダイビジュアル、TBS、毎日放送、講談社、読売広告社）
- 配給 - ソニー・ピクチャーズ エンタテインメント[1]
- 監督・特技監督 - 村石宏實

## 音楽
主題歌「TAKE ME HIGHER」
作詞 - 鈴木計見 / 作曲 - Giancarlo Pasquini・Jennifer Batten・Alberto Contini / 編曲 - 星野靖彦 / ストリングス・アレンジ - 萩田光雄 / コーラス・アレンジ - 鈴木弘明 / 歌 - V6（avex trax）
挿入歌「Brave Love, TIGA」
作詞 - サンプラザ中野 / 作曲 - バーベQ和佐田 / 編曲 - 福田裕彦 / 歌 - 地球防衛団（エアーズ）

## 映像ソフト化
- VHS（セル、レンタル共通）は2000年8月1日にバンダイビジュアルから発売された[46]。
- DVD（セル、レンタル共通）は2000年12月21日発売された。
- 2007年11月26日発売のDVD『ティガ ダイナ ガイア メモリアルボックス ザファイナル』に収録されている。
- 2014年9月24日発売のBlu-ray『ウルトラマンティガ Complete Blu-ray BOX』に初めてHDとなって収録。

## 他媒体展開

### ゲーム
『スーパーヒーロージェネレーション』
2014年10月23日発売。PlayStation 3 / PlayStation Vita用ゲームソフト。開発はトムクリエイト、発売はバンダイナムコエンターテインメント。
プレイアブルユニットとしてテレビシリーズからティガが登場。エネミーユニットとして、カミーラ、ダーラム、ヒュドラ（声 - 矢部雅史）、シビトゾイガーが登場。カミーラとダーラムはオリジナルキャストが声を担当。